# Heike Elisabeth Jüngst
Heike Elisabeth Jüngst (* 21. März 1967 in Mainz) ist eine deutsche Übersetzungswissenschaftlerin. Sie lehrt als Universitätsprofessorin an der Hochschule für angewandte Wissenschaften Würzburg-Schweinfurt (FHWS). Ihre Forschungsgebiete sind audiovisuelle Übersetzung, Terminologielehre und experimentelle Übersetzungsforschung.

## Leben und Wirken
Nach dem Studium zur Diplom-Übersetzerin für Englisch und Russisch von 1985 bis 1990 am FASK (heute FTSK) der Johannes Gutenberg-Universität Mainz in Germersheim arbeitete Jüngst ein Jahr lang als Fremdsprachenassistentin an der Jordanhill School und dem Jordanhill College in Glasgow. Ihre Promotion absolvierte sie im Jahr 1994, ebenfalls am FASK. Von 1992 bis 1998 war sie als Englischdozentin in der Erwachsenenbildung und an der Universität tätig. Darauf folgte eine einjährige Beschäftigung als Fachlektorin (Deutsch) für Ingenieure an der University of Cambridge. Anschließend übernahm sie von 1999 bis 2002 Lehraufträge am FASK Germersheim und an der Fachhochschule Frankfurt am Main, u. a. zum Thema geschlechtsspezifische Kommunikation. Am Institut für Angewandte Linguistik und Translatologie (IALT) der Universität Leipzig war sie von 2002 bis 2008 wissenschaftliche Assistentin. Dort schloss sie 2007 ihre Habilitation im Fachgebiet „Angewandte Sprach- und Übersetzungswissenschaft (Englisch)“ ab. Seit 2008 unterrichtet Jüngst an der Hochschule für angewandte Wissenschaften Würzburg-Schweinfurt Fachübersetzen Englisch und ist Vorsitzende der Prüfungskommission.
Neben ihrer universitären Tätigkeit ist sie freiberufliche Übersetzerin, Untertitlerin, Rezensentin für Kindersachbücher und Dolmetscherin. Ihre langjährigen praktischen Erfahrungen im Bereich der audiovisuellen Übersetzung (Untertitelung, Voice-over-Übersetzung, Synchronisation, Audiodeskription und Filmdolmetschen) gibt Jüngst in ihrem Lehrbuch Audiovisuelles Übersetzen weiter. Zudem ist sie Mitglied im redaktionellen Beirat der Internet-Fachzeitschrift trans-kom und im Board der Internetpublikation Image & Narrative.

## Mitgliedschaften
- Bundesverband der Dolmetscher und Übersetzer (BDÜ)
- Gesellschaft für Technische Kommunikation (tekom)
- Gesellschaft für Angewandte Linguistik (GAL)
- Deutscher Hochschulverband (DHV)
- Deutsche Gesellschaft für Übersetzungs- und Dolmetschforschung (DGÜD)
- Deutscher Terminologietag (DTT)
- Gesellschaft für Kinder- und Jugendliteraturforschung (GKJF)
- Arbeitskreis für Jugendliteratur (AKJ)

## Publikationen (Auswahl)
- Frauengestalten und Frauenthemen bei John Arden und Margaretta D'Arcy. Mit Vergleichskapiteln zu Ann Jellicoe, Arnold Wesker, John McGrath und Caryl Churchill. Dissertation. Peter Lang, Frankfurt 1996
- Dolmetschen für Übersetzer? Ja, bitte! Beobachtungen und Überlegungen. In: trans-kom. Nr. 1 [2], 2008, S. 180–187
- Audiovisuelles Übersetzen. Ein Lehr- und Arbeitsbuch. Narr, Tübingen 2010
- Information Comics: Knowledge Transfer in a Popular Format. Peter Lang, Frankfurt 2010
- Filmdolmetschen. Der Filmdolmetscher und seine Rollen. In: trans-kom. Nr. 4 [2], 2011, S. 176–190

### Herausgeberschaft
- mit Peter A. Schmitt (Hrsg.): Translationsqualität. Peter Lang, Frankfurt 2007